# ویلور
ویلور (به انگلیسی: Veiloor) یک روستا در هند است که در Thiruvananthapuram district واقع شده‌است.

## خصوصیات
ویلور ۲۱٬۳۶۹ نفر جمعیت دارد.